# Ein Anständiger Mann
Ein Anständiger Mann (Originaltitel: Der er en yndig mand) ist ein dänischer Kurzfilm. Es ist eine Verwechslungskomödie, in der der Protagonist Lars um seiner Liebe Ida zu helfen, die Identität eines pakistanischen Immigranten annimmt. Der Originaltitel spielt auf die dänische Nationalhymne Der er et yndigt land an. 2003 wurde der Film mit einem Oscar als Bester Kurzfilm ausgezeichnet.

## Handlung
Lars Hansen, Jahrgang 1971 und alleinstehend, ist auf der Suche nach einer Arbeit. Nach mehreren Absagen geht er zur Arbeitsvermittlung. Dort trifft er auf eine ehemalige Schulkameradin, Ida. Sie gibt ihm ihre Telefonnummer. Aufgrund einer Verwechslung bei der Arbeitsvermittlung wird statt des Pakistaners El Hassan Lars zu einem Dänischkurs geschickt. Er versucht die Verwechslung klarzustellen, was ihm aber trotz eines langen Telefonates mit verschiedenen Personen nicht gelingt. Aufgebracht beschimpft er letztlich die Rezeptionistin als jütländischen Bauerntrampel, der sich dahin scheren soll, wo er hergekommen ist. Ida, die als Dänischlehrerin auf Probezeit ebendort arbeitet, hört sein Geschrei und nennt ihn einen Rassisten.
Lars versucht, mit einem Strauß Tulpen den Streit mit Ida beizulegen. Das gelingt ihm auch, dennoch will sie nicht mit ihm ausgehen, da sie gerade eine langjährige Beziehung beendet hat. Hinzu kommen Probleme an ihrem Arbeitsplatz. Ihr Kurs soll abgesagt werden, weil wegen El Hassans Abwesenheit nicht genug Schüler zusammenkommen. Lars beschließt daraufhin, inkognito als El Hassan zum Kurs zu kommen. Er färbt sich das Haar schwarz, klebt sich eher schlecht als recht einen Schnurrbart an und übt auf Dänisch zu radebrechen.
Im Kurs lernt er ein wenig besser das Leben der Immigranten kennen und macht Bekanntschaft mit Omid, einem iranischen Ingenieur, der schon 50 Jobabsagen bekam. Als er als Lars während eines Kursausflugs telefonisch eine Jobabsage bekommt, begründet er es Ida gegenüber als El Hassan mit denselben Worten wie Omid: Er habe den falschen Namen. Ida will sich nun bei der Firma für El Hassan einsetzen. Ida streitet mit Pelle, dem Druckereibesitzer, als Lars am nächsten Tag dort erscheint. Ida wirft Pelle vor, ein Rassist zu sein, und Lars, dass er jemandem in Not den Job wegnehmen würde.
Als ein Mitarbeiter aufgrund des Streites beschließt, nicht mehr in der Druckerei arbeiten zu wollen, vermittelt El Hassan Omid den Job. Ida gefällt El Hassans Einsatz für Omid und fühlt sich auch sonst zu El Hassan hingezogen. Nach dem Unterricht besuchen sie gemeinsam eine Kneipe, in der Lars Stammgast ist und Niels, Idas Ex, als Barmann arbeitet. Da wieder einmal sein Schnurrbart abgefallen ist, rettet Lars die Situation, indem er Ida vor Niels Augen küsst, dann verschwindet er ins Bad, um den Schnurrbart zu befestigen. Während er im Bad ist, klingelt sein Telefon. Ida beantwortet den Anruf an Lars und wird durch Lars’ Sachbearbeiterin von der Arbeitsvermittlung über die Verwechslung aufgeklärt. Als er aus dem Bad zurückkommt, rennt sie wütend davon. Niels hingegen wirft El Hassan vor, ihm die Frau wegzunehmen. In einem Gerangel schlägt er Niels nieder. Er sucht sofort Ida zu Hause auf, um sich bei ihr für die Irreführung zu entschuldigen. Er ist verzweifelt und wirkt aufdringlich, was besorgte Nachbarn zum Anlass nehmen, den Immigranten zu fesseln. Als Lars schreit, er habe alles nur aus Liebe zu Ida getan, bittet diese ihre Nachbarn, ihn freizulassen.
Letztlich schlägt ein umfallender Fahnenmast Lars bewusstlos. Ida besucht ihn im Krankenhaus, und alles nimmt ein glückliches Ende.